# Suarăș, Cluj
Suarăș (în maghiară Szóváros) este un sat în comuna Bobâlna din județul Cluj, Transilvania, România.

## Galerie de imagini

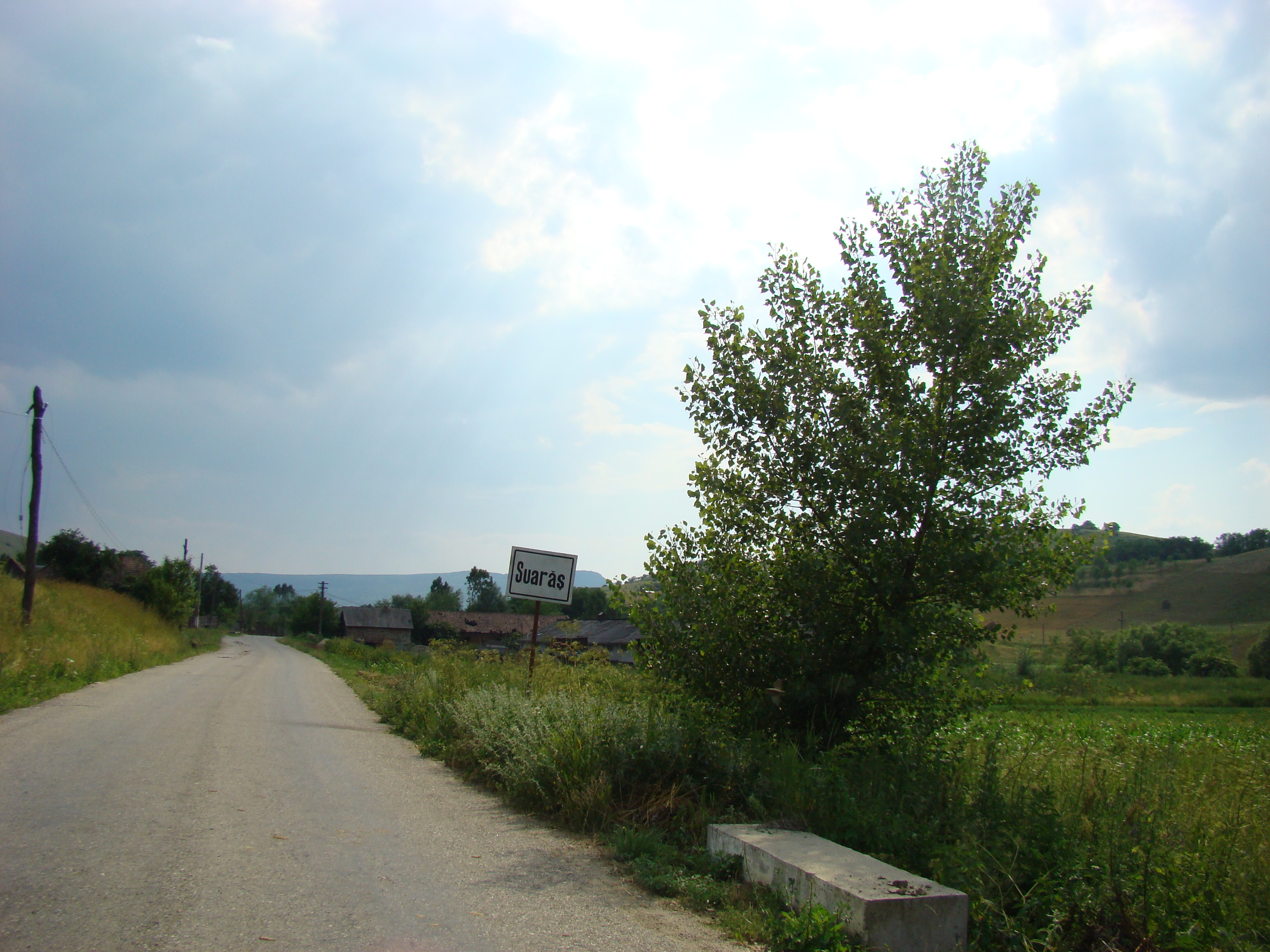
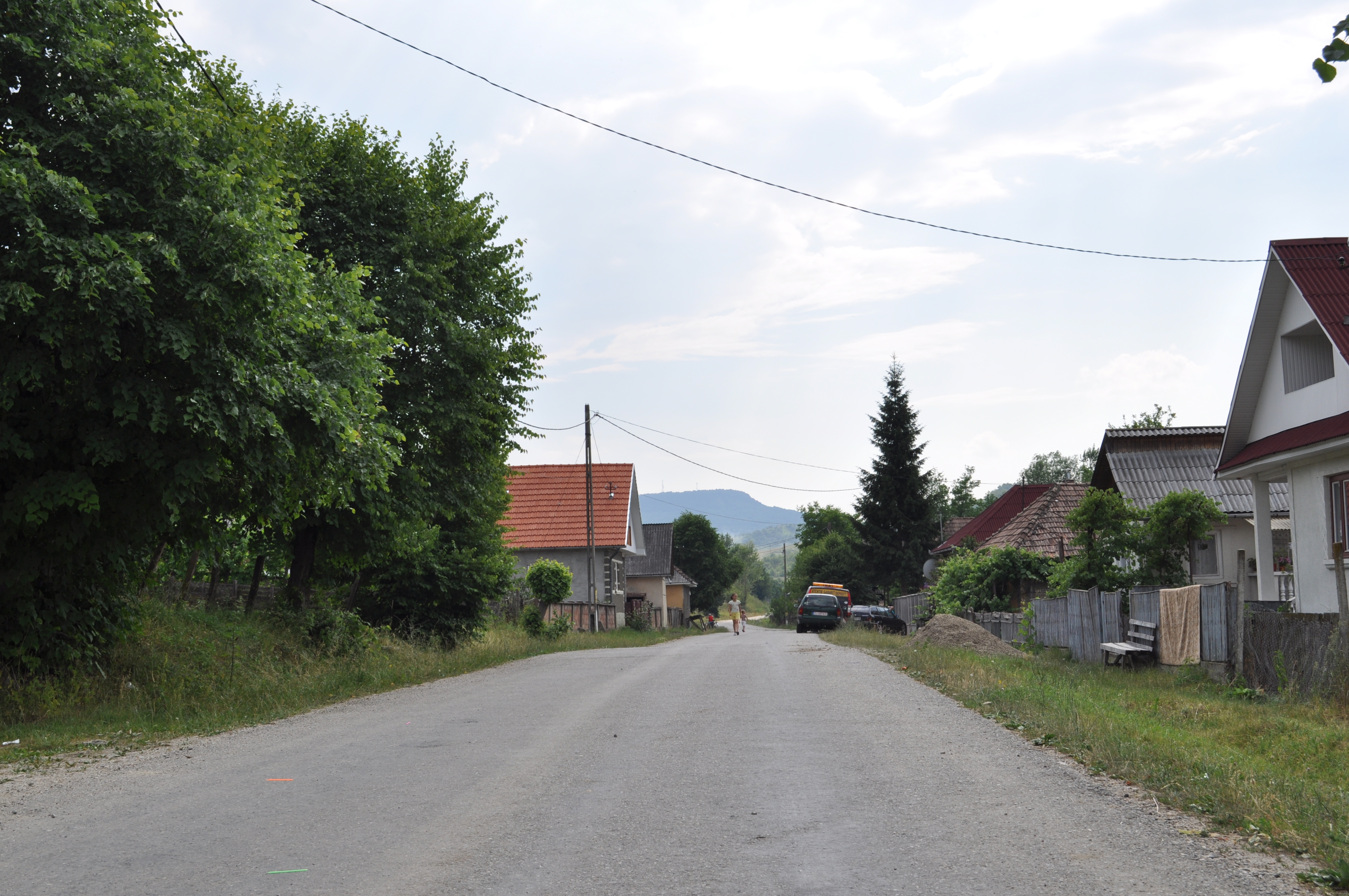
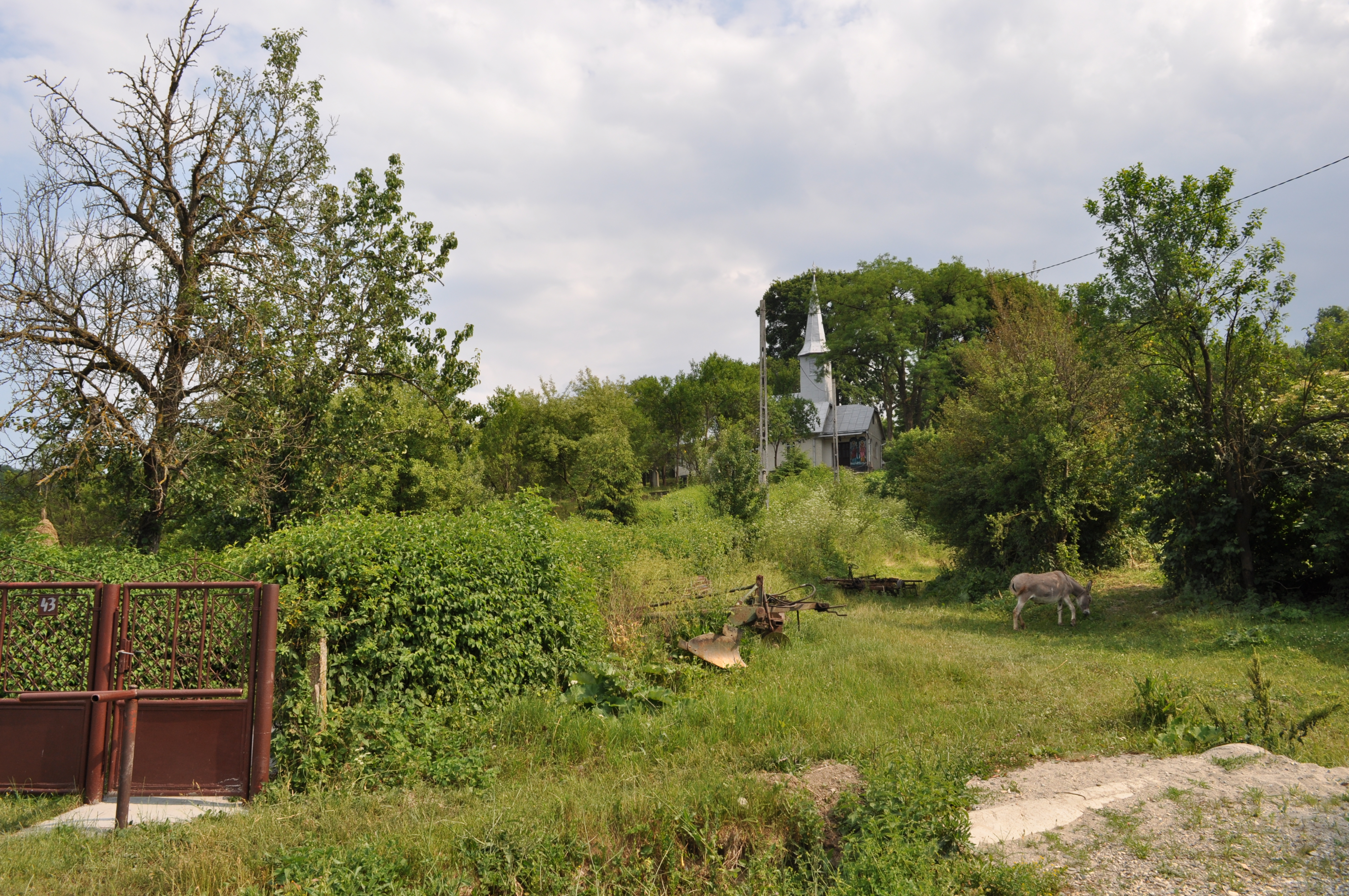